# Botelhos (kommun)
Botelhos är en kommun i Brasilien.   Den ligger i delstaten Minas Gerais, i den sydöstra delen av landet, 700 km söder om huvudstaden Brasília. Antalet invånare är 14 935.
Följande samhällen finns i Botelhos:
- Botelhos

Omgivningarna runt Botelhos är huvudsakligen savann. Runt Botelhos är det ganska glesbefolkat, med 48 invånare per kvadratkilometer.